# Kevin McKenzie

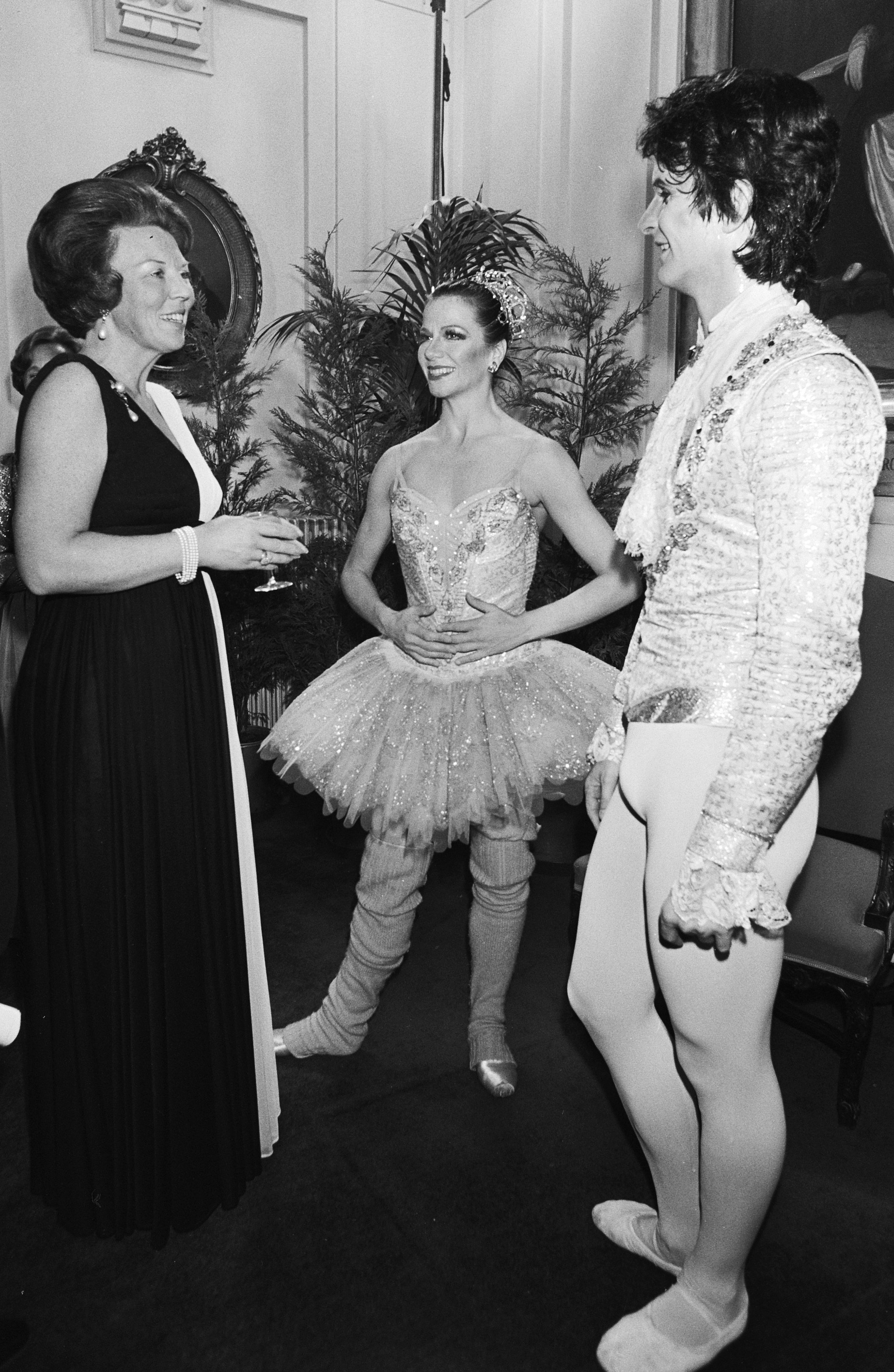
V. l. n. r. Königin Beatrix, Martine Hamel und Kevin McKenzie 1982

Kevin McKenzie (* 29. April 1954 in Burlington, Vermont) ist ein US-amerikanischer Balletttänzer und Choreograf.
Seine Ballettausbildung absolvierte er von 1967 bis 1972 an der Washington School of Ballet. Anschließend war er Solotänzer bei National Ballet of Washington, Joffrey Ballet und American Ballet Theatre. Seit 1992 leitet er das American Ballet Theatre.